# Enigmística
L'Enigmística (o ludolingüística) és un camp de la lingüística recreativa i correspon a l'art d'endevinar enigmes representats per gràfics o figures, endevinalles, mots encreuats, jocs de paraules, etc. És un camp similar al de les "matemàtiques recreatives".

## Visió general
L'enigmística és l'art de compondre i resoldre jocs enigmístics, és a dir, aquells que requereixen endevinar una o més paraules mitjançant l'ajuda d'una altra paraula i/o símbol. Per exemple, una endevinalla és un joc enigmístic perquè requereix endevinar una paraula (l'objecte descrit ambiguament) mitjançant una descripció formulada amb paraules; també és un joc enigmístic uns mots encreuats perquè requereix reconstruir un entramat de paraules només mitjançant la definició donada i la comparació entre les paraules individuals. Des dels Aenigmata del poeta llatí Celi Simposi, a finals del segle IV d. C., s'han anat component endevinalles o enigmes per amenitzar les vetllades amb exercicis d'enginy.
Alguns altres temes que s'estudien en enigmística són els lipogrames, els vicigrames, els acròstics, els palíndroms, els tautònims, els isogrames, els pangrames, els bigrames, els trigrames, els tetragrames, les "piràmides de transdeleció" i les "finestres pangramàtiques".
En anglès, el terme rep el nom de logology adoptat per Dmitri Borgmann per a referir-se a la lingüística recreativa.

## Enigmistes destacats
- Avel·lí Artís-Gener
- Màrius Serra
- Pau Vidal
- Martin Gardner
- Douglas Hofstadter

### Llibres
- Bergerson, Howard W. Palindromes and Anagrams.  New York: Dover Publications, 1973.
- Bombaugh, C.C.. Oddities and Curiosities of Words and Literature.  New York: Dover Publications, 1961.
- Borgmann, Dmitri. Language on Vacation: An Olio of Orthographical Oddities.  New York: Charles Scribner's Sons, 1965.
- Borgmann, Dmitri. Beyond Language: Adventures in Word and Thought.  New York: Charles Scribner's Sons, 1967.
- Eckler, A. Ross Jr.. Making the Alphabet Dance: Recreational Wordplay.  New York: St. Martin's Press, 1997. ISBN 0-312-15580-8.
- «Logology: Word and language play». A: James F. . ISBN 1-57230-933-4.

### Revistes periòdiques
- Word Ways: The Journal of Recreational Linguistics . Greenwood Periodicals et al., 1968–. ISSN 0043-7980.
- El palindromista . Mark Saltveit, 1996–.
- L'enigma . National Puzzlers' League, 1883–.